# Begonia sarmentacea
Begonia sarmentacea là một loài thực vật có hoa trong họ Thu hải đường. Loài này được mô tả khoa học đầu tiên năm 1960.